# Madlen Radukanova
Madlen Milenova Radukanova (in bulgaro Мадлен Миленова Радуканова?; Sofia, 14 maggio 2000) è una ginnasta bulgara.
È figlia dell'ex calciatore e allenatore bulgaro Milen Radukanov.

## Palmarès
- Campionati mondiali di ginnastica ritmica

Pesaro 2017: argento nell'all-around, bronzo nelle 3 palle / 2 funi.
Sofia 2018: oro nei 5 cerchi, bronzo nell'all-around.
Baku 2019: argento nelle 5 palle, bronzo nell'all-around.
- Campionati europei di ginnastica ritmica

Minsk 2015: bronzo nelle 5 palle (junior).
Guadalajara 2018: oro nelle 3 palle / 2 funi, bronzo nel concorso a squadre e nell'all-around.
- Giochi europei

Minsk 2019: argento nell'all-around e nelle 5 palle, bronzo nei 3 cerchi / 4 clavette.